# John-David Jackson (Basketballspieler)
John-David William „J. D.“ Jackson (* 27. Februar 1969 in Burnaby, Kanada) ist ein kanadisch-französischer Basketballtrainer ehemaliger -spieler.

## Werdegang

### Spieler
Jackson wuchs in Vernon in der kanadischen Provinz British Columbia auf, das Basketballspiel erlernte er von seinem Vater. Mit seinen Leistungen in der Schülermannschaft der Vernon Secondary School empfahl sich der Flügelspieler für einen Platz in der Hochschulmannschaft der University of British Columbia (UBC). Jackson spielte ab 1986 unter Trainer Bruce Enns für UBC und verließ die Hochschule 1992. In der Saison 1988/89 nahm er nicht am Wettkampfbetrieb teil. Jackson erreichte mit British Columbia 1987 das Endspiel der kanadischen Hochschulmeisterschaft, dort unterlag man der Brandon University. 1992 schied man im Halbfinale aus. Den Meistertitel in der Spielklasse Canada West gewann er mit UBC 1987, 1991 und 1992. Jackson kam in insgesamt 90 Einsätzen für UBC auf Mittelwerte von 22,7 Punkte, 5,4 Rebounds sowie 4,4 Korbvorlagen je Begegnung, seinen höchsten Saisonpunktwert erreichte er 1990/91 mit 27,1 je Begegnung. In den Spieljahren 1990/91 und 1991/92 wurde er als bester Spieler der kanadischen Hochschulliga ausgezeichnet. Mit insgesamt 3585 Punkten setzte er sich in der Bestenliste der University of British Columbia an die Spitze. 1998 wurde er in die Sport-Ruhmeshalle der University of British Columbia und im Jahr 2009 in die Basketball-Ruhmeshalle der Provinz British Columbia aufgenommen.
Seine Laufbahn als Berufsbasketballspieler begann Jackson in seinem Heimatland bei den Halifax Windjammers, mit denen er in der Liga WBL spielte. 1994 wechselte er nach Frankreich, spielte erst für den Zweitligisten Poissy-Chatou, dann für den Drittligisten Prissé, ehe er während der Saison 1995/96 zu ZTE KK in die ungarische Stadt Zalaegerszeg wechselte. Nach der Rückkehr zum französischen Zweitligisten Poissy-Chatou gelang ihm 1997 der Sprung in die höchste Spielklasse des Landes, Ligue Nationale de Basket. Jackson, der die französische Staatsbürgerschaft annahm, wurde von Olympique d’Antibes verpflichtet. Von 1999 bis 2006 spielte er ebenfalls in der ersten Liga Frankreichs für Le Mans Sarthe Basket. Seinen höchsten Punktesaisonschnitt in der LNB erreichte Jackson 2001/02, als er für Le Mans 13,1 Punkte je Begegnung erzielte. 2004 gewann er mit Le Mans den französischen Pokalwettbewerb.

#### Nationalmannschaft
Jackson nahm 1987 mit der kanadischen Junioren-Nationalmannschaft an der Weltmeisterschaft dieser Wettkampfklasse teil. Er wurde in die Herrennationalmannschaft berufen, er gehörte zu Kanadas Aufgeboten bei den Weltmeisterschaften 1990 und 1994. Beim Qualifikationsturnier für die Olympischen Sommerspiele 1992 traf er mit Kanada auf die Vereinigten Staaten und wurde in der Verteidigung mit der Aufgabe betraut, Michael Jordan zu bewachen, im weiteren Verlauf des Spiels dann Clyde Drexler, dann Chris Mullin.

### Trainer
Von 2006 bis 2008 arbeitete Jackson bei Le Mans Sarthe Basket als Assistenztrainer unter Vincent Collet, 2008 trat er dort das Amt des Cheftrainers an. Er übte diese Tätigkeit bis zum Ende der Saison 2013/14 aus. Unter Jacksons Leitung gewann Le Mans 2009 den französischen Pokalwettbewerb. Den erstligainternen Pokalwettbewerb Semaine des As (später Leaders Cup) errang er mit der Mannschaft 2009 und 2014. 2010 und 2012 führte er Le Mans in die Endspielserie um die französische Meisterschaft, verpasste aber jeweils den Titel.
Mitte Dezember 2014 wurde Jackson von ASVEL Lyon-Villeurbanne als Trainer verpflichtet. In der Saison 2015/16 führte er die Mannschaft zum Gewinn der französischen Meisterschaft. Mitte Januar 2018 wurde er in Folge einer 52:84-Niederlage gegen den Tabellenletzten Chalon-sur-Saône von ASVELs Präsident Tony Parker entlassen.
Im September 2018 wurde Jackson Assistenztrainer der kanadischen Nationalmannschaft. Im Februar 2020 fand er erneut in dieser Rolle Aufnahme in den Trainerstab der Auswahl seines Geburtslandes, diesmal für die Ausscheidungsrunde für die Amerikameisterschaft 2021. Auf Vereinsebene legte er eine lange Pause ein und übernahm erst im Mai 2021 wieder eine Mannschaft, als er vom abstiegsbedrohten BCM Gravelines verpflichtet wurde. Nachdem er mit der Mannschaft den Klassenerhalt geschafft hatte, wurde Jacksons Vertrag im Juni 2021 verlängert. Er arbeitete bis Ende November 2022 für die Mannschaft, als er in Folge eines Saisonauftakts mit drei Siegen und sechs Niederlagen entlassen wurde.
Anfang Dezember 2023 wurde Jackson vom abstiegsbedrohten Zweitligisten Olympique d’Antibes als Cheftrainer eingestellt.